# Futebol Clube de Tadim
O Futebol Clube de Tadim é um clube de futebol pertencente a AF Braga, com sede em Tadim, Braga.
Atualmente, o FC Tadim possui equipas nos escalões: Petizes, Traquinas, Benjamins, Infantis, Iniciados, Juvenis (masculino e feminino), Júniores e Séniores (masculino e feminino).
O FC Tadim possui cerca de 230 atletas nos escalões de formação.
Na altura da Páscoa o FC Tadim organiza o Torneio Memorial João Antunes para as camadas mais jovens.

## História

### 1954
Foi no dia 1 de maio de 1954 que 21 amigos deram o passo final para criar o clube desta terra. A alegria com que falam desses tempos e com que contam as histórias da criação do clube é apaixonante. Estes amigos passaram longos meses a preparar e a reunir todas as condições necessárias para erguer o “Clube da Terra”, horas e horas a criar o campo em terra, a criar balneários do zero, a criar os limites do campo, as bancadas e tudo o resto que era necessário para criar o clube na altura. Estas 21 pessoas puseram de lado os seus interesses pessoais e lutaram por algo que seria, não para elas, mas para toda a gente de Tadim e freguesias vizinhas.

### 1962/63
O Futebol Clube de Tadim foi campeão da segunda divisão da AF Braga.

### 1974/75
O Futebol Clube de Tadim foi campeão da primeira divisão da AF Braga.

### 1975/76
O Futebol Clube de Tadim ficou em 13º lugar na sua estreia na 3ªdivisão nacional, conseguindo a sua manutenção. Nota ainda para a estreia do clube na taça de Portugal com uma vitória de 3 bolas a 1 ao Cabeceirense.

### 1976/77
O Futebol Clube de Tadim ficou em 6º lugar na 3ª divisão nacional. Na taça o FC Tadim foi eliminado em casa do Rio Ave, por 2 bolas a 0.

### 1977/78
O Futebol Clube de Tadim ascendeu à 2ª divisão nacional, ficando apenas atrás do Dep. Aves. Na taça o FC Tadim foi eliminado pelo Chaves por 4 bolas a 0.

### 1979/80
Apesar do 15º lugar no campeonato, a época de 79/80 ficou marcada pelo percurso na taça de Portugal. O FC Tadim apontou duas vitórias frente ao Paredes e ao Borbense apanhando assim o SL Benfica nos 1/32 avos da taça.

### 2008/09
O Futebol Clube de Tadim foi campeão da 2ª divisão distrital da AF Braga.

### 2012/13
Na época de 2012/13 o FC Tadim arrecadou o seu primeiro campeonato no escalão de benjamins.

### 2013/14
Na época de 2013/14 o FC Tadim arrecadou o seu primeiro campeonato no escalão de iniciados sem nenhuma derrota.

### 2017/18
Na época de 2017/18 o FC Tadim arrecadou o seu primeiro campeonato no escalão de juniores.

### 2022/23
Na época de 2022/23 o FC Tadim arrecadou mais uma taça de campeão da I divisão distrital (série A), conseguindo assim a subida de divisão para a divisão de honra.
De destaque a criação das equipas femininas nos escalões Júniores e Séniores.